# Recopa de Europa de baloncesto 1985-86
La Recopa de Europa de Baloncesto 1985-86 fue la vigésima edición de esta competición organizada por la FIBA que reunía a los campeones de las ediciones de copa de los países europeos. Tomaron parte 22 equipos, dos más que en la edición precedente, proclamándose campeón por segundo año consecutivo el equipo español del F.C. Barcelona, derrotando en la final al equipo italiano del Scavolini Pesaro. La final se disputó en el PalaMaggiò de Caserta.

## Participantes
| España          | 2 | Ron Negrita Joventut F.C. Barcelona |
| Austria         | 1 | Landys&Gyr Wien                     |
| Bélgica         | 1 | Opel Merksem                        |
| Bulgaria        | 1 | CSKA Sofia                          |
| Chipre          | 1 | ENAD                                |
| Checoslovaquia  | 1 | Chemosvit                           |
| Inglaterra      | 1 | Manchester United                   |
| Finlandia       | 1 | KTP                                 |
| Francia         | 1 | Stade Français                      |
| Grecia          | 1 | Panathinaikos                       |
| Hungría         | 1 | Csepel                              |
| Islandia        | 1 | Haukar                              |
| Israel          | 1 | Maccabi Haifa                       |
| Italia          | 1 | Scavolini Pesaro                    |
| Luxemburgo      | 1 | Sparta Bertrange                    |
| Países Bajos    | 1 | Permalens Haaksbergen               |
| Unión Soviética | 1 | CSKA Moscú                          |
| Suecia          | 1 | Täby                                |
| Suiza           | 1 | Vevey                               |
| Turquía         | 1 | Fenerbahçe                          |
| Yugoslavia      | 1 | Jugoplastika                        |

## Primera ronda
| Equipo 1          | Agr.    | Equipo 2              | Ida    | Vuelta |
| ----------------- | ------- | --------------------- | ------ | ------ |
| Manchester United | 179–143 | Permalens Haaksbergen | 95–58  | 84–85  |
| Chemosvit         | 175–170 | Fenerbahçe            | 104–76 | 71–94  |
| Haukar            | 170–172 | Täby                  | 88–83  | 82–89  |
| Opel Merksem      | 167–171 | Scavolini Pesaro      | 84–87  | 83–84  |
| KTP               | 153–150 | Csepel                | 81–75  | 72–75  |
| CSKA Sofia        | 172–183 | Jugoplastika          | 85–84  | 87–99  |
| ENAD              | 113–219 | Maccabi Haifa         | 58–125 | 55–94  |
| Sparta Bertrange  | 145–190 | Panathinaikos         | 73–101 | 72–89  |

## Segunda ronda
| Equipo 1          | Agr.    | Equipo 2             | Ida    | Vuelta |
| ----------------- | ------- | -------------------- | ------ | ------ |
| Manchester United | 135–217 | Ron Negrita Joventut | 74–105 | 61–112 |
| Chemosvit         | 151–187 | Stade Français       | 80–84  | 71–103 |
| Täby              | 183–199 | Scavolini Pesaro     | 86–100 | 97–99  |
| KTP               | 166–183 | Landys&Gyr Wien      | 80–88  | 86–95  |
| Jugoplastika      | 201–164 | Maccabi Haifa        | 114–78 | 87–86  |
| Vevey             | 166–154 | Panathinaikos        | 82–75  | 84–79  |

Clasificados automáticamente para la fase de cuartos de final
- F.C. Barcelona (defensor del título)
- CSKA Moscú

## Cuartos de final
Los cuartos de final se jugaron con un sistema de todos contra todos, divididos en dos grupos.
|  | Clasificados para semifinales |

|    | Equipo           | PJ | Pts | G | P | PF  | PC  | Dif. |
| -- | ---------------- | -- | --- | - | - | --- | --- | ---- |
| 1. | F.C. Barcelona   | 6  | 11  | 5 | 1 | 670 | 575 | +95  |
| 2. | Scavolini Pesaro | 6  | 10  | 4 | 2 | 632 | 617 | +15  |
| 3. | Jugoplastika     | 6  | 9   | 3 | 3 | 626 | 557 | +69  |
| 4. | Landys&Gyr Wien  | 6  | 6   | 0 | 6 | 526 | 705 | -179 |

|    | Equipo               | PJ | Pts | G | P | PF  | PC  | Dif. |
| -- | -------------------- | -- | --- | - | - | --- | --- | ---- |
| 1. | Ron Negrita Joventut | 6  | 11  | 5 | 1 | 618 | 506 | +112 |
| 2. | CSKA Moscú           | 6  | 10  | 4 | 2 | 572 | 500 | +72  |
| 3. | Stade Français       | 6  | 8   | 2 | 4 | 526 | 558 | -32  |
| 4. | Vevey                | 6  | 7   | 1 | 5 | 479 | 631 | -152 |

## Semifinales
| Equipo 1         | Agr.    | Equipo 2             | Ida     | Vuelta  |
| ---------------- | ------- | -------------------- | ------- | ------- |
| F.C. Barcelona   | 184–169 | CSKA Moscú           | 100-81  | 84–88   |
| Scavolini Pesaro | 216–214 | Ron Negrita Joventut | 109–100 | 107–114 |

## Final
18 de marzo, PalaMaggiò di Castel Morrone, Caserta
| Equipo 1       | Resultado | Equipo 2         |
| -------------- | --------- | ---------------- |
| F.C. Barcelona | 101–86    | Scavolini Pesaro |

| 18 de marzo de 1986 | FC Barcelona                                                                   | 101–86               | Scavolini Pesaro                                                              | |  |
|                     | Parciales: 49-44, 52-42                                                        |                      |                                                                               | |  |
|                     | Estadísticas Chicho Sibilio, 25 Greg Wiltjer, 18 Chicho Sibilio, Mark Smith, 2 | Reporte Pts Reb Asts | Estadísticas Zam Fredrick, 32 Sylvester, Tillis, Magnifico, 6 Zam Fredrick, 2 | Pabellón: PalaMaggiò di Castel Morrone, Caserta Asistencia: 7.000 espectadores Árbitros: Stavros Douvis (GRE), Reuven Virovnik (ISR) |  |

| Campeón de la Recopa de Europa 1985–86 |
| -------------------------------------- |
| FC Barcelona 2º título                 |